# 小行星18019
小行星18019（18019 Dascoli）是一颗绕太阳运转的小行星，为主小行星带小行星。该小行星于1999年5月13日发现。

## 轨道参数
小行星18019的轨道半长轴为2.3332844 UA，离心率为0.083。